# Fox Interactive
Fox Interactive foi uma publicadora americana de jogos eletrônicos com sede em Los Angeles, Califórnia, a empresa publicou jogos baseados nas propriedades da 20th Century Fox, mas também publicou vários títulos originais, como Croc: Legends of the Gobbos.

## História

### Nova Corporação (1994–2003)

Logo da Fox Interactive, usado entre 1994 a 2003.

Fox Interactive foi formada em maio de 1994 e foi liderada pelo ex-executivo da Time Warner Interactive, Ted Hoff. Os dois primeiros jogos publicados pela nova divisão foram The Tick, baseado na série de desenhos animados Fox Kids de mesmo nome, e The Pagemaster, baseado no filme de mesmo nome.
Em 5 de janeiro de 1996, a empresa anunciou o lançamento de Die Hard Trilogy para uma janela de lançamento de agosto a setembro de 1996. Em 21 de março de 1996, a Fox Interactive assinou um acordo com a Electronic Arts para distribuição de seus títulos fora da América do Norte. A empresa participaria de sua primeira Electronic Entertainment Expo em 1996 e anunciou seis títulos mainstream durante o evento: The Simpsons Cartoon Studio, The Simpsons: Virtual Springfield e The X-Files para Windows e Macintosh, Aliens Versus Predator e Independence Day para PlayStation, Sega Saturn e Windows, e The Tick para PlayStation e Sega Saturn, juntamente com a já anunciada Die Hard Trilogy. A empresa também anunciou o lançamento do selo Fox Toons Interactive, que consiste em jogos educativos para Windows e Macintosh baseados em propriedades licenciadas, com os cinco primeiros títulos: Baby Felix, Hello Kitty Big Fun, Eekstravaganza, The Tick e Keroppi sendo lançados dentro de uma janela de lançamento no outono. Em novembro de 1996, a empresa anunciou o lançamento de um CD-ROM baseado em Romeu + Julieta para dezembro.
Em fevereiro de 1997, a empresa anunciou um jogo eletrônico baseado em Alien Resurrection para PlayStation, Sega Saturn e PC, e dois títulos em CD-ROM - The X-Files: Data Files e Anastasia, baseado no filme de 1997. No mesmo mês, a empresa anunciou grandes planos de marketing para o Dia da Independência antes do lançamento do jogo em 11 de março nos Estados Unidos, incluindo uma campanha publicitária multimilionária. Em abril, a divisão Fox Toons Interactive anunciou o lançamento de mais quatro títulos: Baby Felix Creativity Center, Hello Kitty Creativity Center, Danny and the Dinosaur e Frog and Toad are Friends, os dois últimos baseados em livros infantis. Em maio, a Fox Interactive anunciou a aquisição dos direitos de publicação de Croc: Legend of the Gobbos, da Argonaut Software, e anunciou que iria apresentá-lo na E3 de 1997. Durante a E3 em junho, além dos títulos anunciados anteriormente, o título Aliens Versus Predator foi anunciado para um lançamento no início de 1998. O único título recém-anunciado na E3 daquele ano para a editora foi Aliens Online, desenvolvido pela então subsidiária da News Corporation, Kesmai. Em 15 de dezembro de 1997, a Fox Interactive formou uma joint venture com a divisão Fox Sports da News Corporation e formou a Fox Sports Interactive, que seria usada para publicar títulos esportivos para consoles e computadores. A empresa assinou um acordo de desenvolvimento de longo prazo na América do Norte com a Gremlin Interactive para renomear e publicar alguns dos títulos da Actua Sports para o mercado norte-americano.
Em 15 de abril de 1998, a empresa anunciou a publicação do N20 da Gremlin: Óxido Nitroso para o mercado dos EUA para um lançamento em junho de 1998. Os dois primeiros títulos republicados da Actua Sports também foram anunciados para a mesma janela de lançamento - Fox Sports Soccer '99 e Fox Sports Golf '99. Durante a E3 de 1998, a empresa adquiriu os direitos de mais dois títulos do Gremlin - Team Losi: RC Racer e Motorhead, além de anunciar Croc 2 para PlayStation e Windows, e Virtual K'Nex para CD-ROM. Outros títulos apresentados incluíram Aliens Versus Predator e vários títulos da Fox Sports. Em agosto, a empresa anunciou o título em CD-ROM James Cameron's Titanic Explorer, baseado no filme. Em novembro de 1998, a empresa atrasou os lançamentos de Alien Resurrection e Croc 2 para meados de 1999.
Em maio de 1999, durante a E3, a empresa anunciou a Activision como distribuidora mundial exclusiva dos títulos da Fox Sports Interactive na Europa, Ásia e África, excluindo o Japão. A Fox continuaria a distribuir e publicar os títulos na América do Norte e no Japão, e não afetaria o acordo de distribuição mundial existente da Electronic Arts com os títulos não esportivos da Fox. Durante o evento, a empresa anunciou Die Hard Trilogy 2 e um videogame baseado em Planet of the Apes., além do título Croc 2 e Fox Sports Interactive Fox Sports Pro Baseball 2000. Em julho, uma versão para Game Boy Color de Croc foi anunciada para uma janela de lançamento no inverno de 1999. Em agosto de 1999, a empresa anunciou a publicação de dois títulos da Monolith Productions: Sanity: Aiken's Artifact e The Operative: No One Lives Forever. No mesmo dia, a empresa anunciou planos de lançar jogos para o PlayStation 2. Em setembro de 1999, a empresa anunciou o suporte ao Dreamcast, anunciando versões de Croc 2 e Planet of the Apes para o sistema, e um jogo baseado em World's Scariest Police Chases, provisoriamente intitulado World's Scariest Police Chases: Deadly Pursuit.
Em 16 de março de 2000, foi anunciado que a THQ publicaria a versão para Game Boy Color de Croc sob licença da Fox. Em abril, os jogos Dreamcast da empresa seriam lançados no final de 2000. e no mesmo mês anunciou um acordo completo de publicação mundial com a THQ para os títulos Game Boy Color da empresa, com a adição de jogos baseados em Os Simpsons, Buffy the Vampire Slayer, Aliens e Croc 2, além do já anunciado título Croc. Na E3 2000, além de vários títulos anunciados anteriormente, a empresa anunciou Buffy the Vampire Slayer e World's Scariest Police Chases para PlayStation, Dreamcast e Windows, e The Simpsons Wrestling e Titan AE para PlayStation. As versões do Dreamcast de Alien Resurrection e Sanity: Aiken's Artifact foram anunciadas, juntamente com os primeiros projetos de PlayStation 2 da empresa, uma versão de The Operative: No One Lives Forever e Aliens: Colonial Marines. Em julho de 2000, a empresa anunciou uma sequência de Aliens Versus Predator como parte de seu acordo com a Monolith Productions. Em agosto de 2000, a empresa anunciou que a versão para Dreamcast de Croc 2 seria cancelada. No mesmo mês, a Unique Development Studios assinou um acordo para co-publicar e desenvolver um título de Futurama com a Fox para um lançamento em 2002. Em novembro de 2000, a empresa anunciou um jogo King of the Hill que foi lançado para Windows e Macintosh.
Em janeiro de 2001, a Fox Interactive anunciou que começaria a se concentrar mais no desenvolvimento e começaria a co-publicar seus títulos com uma seleção de empresas conhecidas a partir de então. A Activision se tornou a primeira dessas editoras, adquirindo os direitos americanos de The Simpsons Wrestling em 13 de março, e os direitos mundiais de World's Scariest Police Chases em 20 de abril. A empresa também anunciou uma reavaliação de seus títulos do Dreamcast após o anúncio da Sega de descontinuar o sistema. Eventualmente, a empresa cancelou as versões do Dreamcast de Alien Resurrection e World's Scariest Police Chases, e deixou Planet of the Apes e Buffy the Vampire Slayer no limbo. Em abril de 2001, a empresa anunciou seus planos para o Xbox, incluindo um jogo baseado em Cops intitulado The Cops: Too Hot for TV, e um jogo de corrida baseado em Os Simpsons. O já anunciado título Buffy the Vampire Slayer foi movido para o sistema como exclusivo, deixando as versões existentes para PlayStation e Dreamcast descartadas. Durante a E3 2001, a Fox Interactive anunciou quatro títulos: Os Simpsons: Road Rage, Die Hard: Nakatomi Plaza, Die Hard: Vendetta e No One Lives Forever 2: A Spy in H.A.R.M.'S Way, além dos já anunciados Aliens: Colonial Marines, Buffy the Vampire Slayer, Cops: Too Hot for TV e a versão para PlayStation 2 de The Operative: Ninguém vive para sempre. Durante a E3 de 2001, a empresa anunciou que a Electronic Arts publicaria os títulos Aliens, The Simpsons e Buffy,  da Vivendi Universal Interactive Publishing publicar Die Hard, Cops e No One Lives Forever títulos, que foi anunciado uma semana antes da E3. Em agosto de 2001, a empresa e a divisão de produtos de consumo da DreamWorks SKG assinaram um contrato de publicação de 5 anos com a Activision para a publicação de jogos baseados em Minority Report.
Na E3 2002, a empresa apresentou três títulos existentes: No One Lives Forever 2, Die Hard: Vendetta e Buffy the Vampire Slayer, e anunciou dois novos títulos: The Simpsons Skateboarding e um jogo baseado na série de TV Dark Angel. Em julho de 2002, a empresa assinou outro contrato de publicação com a THQ para incluir títulos do Game Boy Advance, com um título de Buffy the Vampire Slayer e um port de The Simpsons: Road Rage confirmado para estar em desenvolvimento.

### Vivendi Universal Games (2003–2006)
Em março de 2003, a 20th Century Fox vendeu a Fox Interactive para a Vivendi Universal Games por um valor não revelado. Depois de ser comprado, o nome foi reduzido a ser apenas um rótulo para os jogos da 20th Century Fox publicados pela Vivendi Universal Games. O selo seria eliminado em 2006, embora a Vivendi Universal continuasse a publicar títulos baseados nas propriedades da 20th Century Fox, com exemplos incluindo Eragon e Aliens vs. Predator: Requiem. A 20th Century Fox mais tarde faria parceria com outras editoras para criar jogos baseados em suas propriedades, algo que continua até hoje.
A partir de 2022, a maior parte da biblioteca de jogos da Fox Interactive é de propriedade da Activision, que se fundiu com a Vivendi em 2008.

## Jogos

### Como publicadora | Licenciados
| Ano  | Título                                                | Plataforma(s)                                                    | Desenvolvedora(s)                | Publicadora(s)         |
| ---- | ----------------------------------------------------- | ---------------------------------------------------------------- | -------------------------------- | ---------------------- |
| 1994 | The Tick                                              | SNES, Sega Genesis                                               | Software Creations               | Fox Interactive        |
| 1994 | The Pagemaster                                        | SNES, Sega Genesis, Game Boy                                     | Probe Software                   | Fox Interactive        |
| 1995 | Icebreaker                                            | Microsoft Windows                                                | Magnet Interactive Studios       | Fox Interactive        |
| 1996 | Alien Trilogy                                         | PlayStation, Sega Saturn, Microsoft Windows                      | Probe Entertainment              | Acclaim Entertainment  |
| 1996 | The Simpsons: Cartoon Studio                          | Microsoft Windows, macOS                                         | Big Top Productions              | Fox Interactive        |
| 1996 | Die Hard Trilogy                                      | PlayStation, Microsoft Windows, Sega Saturn                      | Probe Entertainment              | Fox Interactive        |
| 1997 | Die Hard Arcade                                       | Arcade, Sega Saturn                                              | Sega AM1                         | Sega                   |
| 1997 | Independence Day                                      | Microsoft Windows, PlayStation, Sega Saturn                      | Radical Entertainment            | Fox Interactive        |
| 1997 | The Simpsons: Virtual Springfield                     | Microsoft Windows, macOS                                         | Digital Evolution                | Fox Interactive        |
| 1997 | Croc: Legend of the Gobbos                            | PlayStation, Sega Saturn, Microsoft Windows                      | Argonaut Software                | Fox Interactive        |
| 1997 | Anastasia: Adventures with Pooka and Bartok           | Microsoft Windows, macOS                                         | Motion Works                     | Fox Interactive        |
| 1998 | Aliens Online                                         | Microsoft Windows                                                | Mythic Entertainment/Kesmai      | Fox Interactive        |
| 1998 | The X-Files: Unrestricted Access                      | Microsoft Windows                                                | Fox Interactive                  | Fox Interactive        |
| 1998 | Fox Sports Golf '99                                   | PlayStation, Microsoft Windows                                   | Gremlin Interactive              | Fox Sports Interactive |
| 1998 | Fox Sports Soccer '99                                 | PlayStation, Microsoft Windows                                   | Gremlin Interactive              | Fox Sports Interactive |
| 1998 | The X-Files Game                                      | Microsoft Windows, macOS, PlayStation                            | HyperBole Studios                | Fox Interactive        |
| 1998 | James Cameron's Titanic Explorer                      | Microsoft Windows                                                |                                  | Fox Interactive        |
| 1998 | N2O: Nitrous Oxide                                    | PlayStation                                                      | Gremlin Interactive              | Fox Interactive        |
| 1998 | Team LOSI RC Racer                                    | PlayStation                                                      | Gremlin Interactive              | Fox Interactive        |
| 1998 | Fox Sports College Hoops '99                          | Nintendo 64                                                      | Z-Axis                           | Fox Sports Interactive |
| 1998 | Motorhead                                             | PlayStation, Microsoft Windows                                   | Gremlin Interactive              | Fox Interactive        |
| 1998 | Virtual K'Nex                                         | Microsoft Windows                                                | Imagination Pilots Entertainment | Fox Interactive        |
| 1999 | Sci-Fi Pinball                                        | Microsoft Windows, macOS                                         | Gigawatt Studios                 | Fox Arcade             |
| 1999 | Aliens Versus Predator                                | Microsoft Windows, OS X                                          | Rebellion Developments           | Fox Interactive        |
| 1999 | Croc 2                                                | PlayStation, Microsoft Windows                                   | Argonaut Software                | Fox Interactive        |
| 1999 | NHL Championship 2000                                 | PlayStation, Microsoft Windows                                   | Radical Entertainment            | Fox Sports Interactive |
| 1999 | NBA Basketball 2000                                   | PlayStation, Microsoft Windows                                   | Radical Entertainment            | Fox Sports Interactive |
| 2000 | Die Hard Trilogy 2: Viva Las Vegas                    | PlayStation, Microsoft Windows                                   | N-Space                          | Fox Interactive        |
| 2000 | Croc                                                  | Game Boy Color                                                   | Virtucraft                       | THQ                    |
| 2000 | Sanity: Aiken's Artifact                              | Microsoft Windows                                                | Monolith Productions             | Fox Interactive        |
| 2000 | Alien Resurrection                                    | PlayStation                                                      | Argonaut Games                   | Fox Interactive        |
| 2000 | The Operative: No One Lives Forever                   | Microsoft Windows, PlayStation 2, OS X                           | Monolith Productions             | Fox Interactive        |
| 2000 | King of the Hill                                      | Microsoft Windows, OS X                                          | Flying Tiger Development         | Fox Interactive        |
| 2000 | The Simpsons Bowling                                  | Arcade                                                           | Konami                           | Konami                 |
| 2001 | Croc 2                                                | Game Boy Color                                                   | Natsume Co., Ltd.                | THQ                    |
| 2001 | The Simpsons: Night of the Living Treehouse of Horror | Game Boy Color                                                   | Creations                        | THQ                    |
| 2001 | Aliens: Thanatos Encounter                            | Game Boy Color                                                   | Crawfish Interactive             | THQ                    |
| 2001 | The Simpsons Wrestling                                | PlayStation                                                      | Big Ape Productions              | Activision             |
| 2001 | World's Scariest Police Chases                        | PlayStation                                                      | Unique Development Studios       | Activision             |
| 2001 | Planet of the Apes                                    | Microsoft Windows, Game Boy Advance, Game Boy Color, PlayStation | Visiware/Torus Games             | Ubisoft                |
| 2001 | Aliens Versus Predator 2                              | Microsoft Windows, OS X                                          | Monolith Productions             | Sierra Entertainment   |
| 2001 | The Simpsons: Road Rage                               | PlayStation 2, Xbox, GameCube                                    | Radical Entertainment            | Electronic Arts        |
| 2002 | Die Hard: Nakatomi Plaza                              | Microsoft Windows                                                | Piranha Games                    | Sierra Entertainment   |
| 2002 | No One Lives Forever 2: A Spy in H.A.R.M.'s Way       | Microsoft Windows, OS X                                          | Monolith Productions             | Sierra Entertainment   |
| 2002 | The Simpsons Skateboarding                            | PlayStation 2                                                    | The Code Monkeys                 | Electronic Arts        |
| 2002 | Ice Age                                               | Game Boy Advance                                                 | Artificial Mind & Movement       | Ubi Soft               |
| 2002 | Buffy the Vampire Slayer                              | Xbox                                                             | The Collective                   | Electronic Arts        |
| 2002 | Die Hard: Vendetta                                    | GameCube, PlayStation 2, Xbox                                    | Bits Studios                     | Sierra Entertainment   |
| 2002 | James Cameron's Dark Angel                            | PlayStation 2, Xbox                                              | Radical Entertainment            | Sierra Entertainment   |
| 2003 | Buffy the Vampire Slayer: Wrath of the Darkhul King   | Game Boy Advance                                                 | Natsume Co., Ltd.                | THQ                    |
| 2003 | The Simpsons: Road Rage                               | Game Boy Advance                                                 | Altron                           | THQ                    |
| 2003 | Aliens Versus Predator: Extinction                    | PlayStation 2, Xbox                                              | Zono                             | Electronic Arts        |

### Com o rótulo da Vivendo Universal Games
| Ano  | Título                                 | Plataforma(s)                                                                        | Desenvolvedora(s)          | Publicadora(s)                              |
| ---- | -------------------------------------- | ------------------------------------------------------------------------------------ | -------------------------- | ------------------------------------------- |
| 2003 | Futurama                               | PlayStation 2, Xbox                                                                  | Unique Development Studios | Vivendi Universal Games (US) SCi Games (EU) |
| 2003 | The Simpsons: Hit & Run                | PlayStation 2, GameCube, Xbox, Microsoft Windows                                     | Radical Entertainment      | Vivendi Universal Games                     |
| 2003 | Buffy the Vampire Slayer: Chaos Bleeds | PlayStation 2, GameCube, Xbox                                                        | Eurocom                    | Vivendi Universal Games                     |
| 2004 | The X-Files: Resist or Serve           | PlayStation 2                                                                        | Black Ops Entertainment    | Vivendi Universal Games                     |
| 2005 | Robots                                 | PlayStation 2, GameCube, Xbox, Microsoft Windows, Game Boy Advance, Nintendo DS      | Eurocom                    | Vivendi Universal Games                     |
| 2005 | Predator: Concrete Jungle              | PlayStation 2, Xbox                                                                  | Eurocom                    | Vivendi Universal Games                     |
| 2006 | Ice Age 2: The Meltdown                | Wii, PlayStation 2, GameCube, Xbox, Microsoft Windows, Game Boy Advance, Nintendo DS | Eurocom                    | Vivendi Universal Games                     |

### Título cancelados
| Ano  | Título     | Plataforma(s)                  | Desenvolvedora(s) | Publicadora(s)  |
| ---- | ---------- | ------------------------------ | ----------------- | --------------- |
| 1996 | The Tick   | PlayStation, Sega Saturn       |                   | Fox Interactive |
| 2000 | Titan A.E. | PlayStation, Microsoft Windows | Blitz Games       | Fox Interactive |

## Ligações Externas
- Site oficial da Fox Interactive no Wayback Machine (arquivado em 2003-04-26)
- Fox Interactive. no MobyGames.